# Belosquilla
Belosquilla is een geslacht van kreeftachtigen uit de klasse van de Malacostraca (hogere kreeftachtigen).

## Soort
- Belosquilla laevis (Hess, 1865)